# Lovor (biljna vrsta)
Lovor  (lovorika, lat. Laurus nobilis), biljka iz porodice lovorovki (lat.laureaceae), zimzeleno stablo ili grm s tamnozelenim, kožastim, kopljastim listovima. Cvjetovi dvodomni, neugledni, žute boje. Plod: modrocrna koštunica (bobica).
Potječe iz zapadne Azije odakle se proširio zemljama Sredozemlja. Kod nas raste u Istri, Hrvatskom primorju i Dalmaciji. Šume lovora na Liburniji (zapadna obala Kvarnerskog zaljeva) u okolici Lovrana (odakle mu i ime), smatraju se najljepšim na svijetu.
Lovor je od antike bio vrlo cijenjen kao sveto drvo čije su se grančice darivale pobjednicima i pjesnicima kao znak najveće počasti i slave.
Danas se lovor koristi u hortikulturi kao stablo ili kao formalno oblikovana živica, u kulinarstvu kao začin i u pučkoj medicini kao ljekovita biljka. Ljekovita tvar su eterična i masna ulja iz bobica i listova, a kao aktivne tvari prvenstveno sadrže pinen i cineol.

## Sastav
Biljka u listovima i plodovima sadrži eterično ulje(listovi 3 
- 5,5%,plodovi do 1 %).U sastav ulja ulaze pinen,cineol,mircen,limonen,kamfor,linalol.U plodovima sadrži i masno ulje(25-45%).

## Uporaba u narodnoj medicini
Masno ulje ( lat.  Oleum Lauri ) dobiva se cijeđenjem koštica plodova .
Već je Hipokrat preporučio korištenje lovorovog ulja protiv tetanusa. Galen je koristio lovor za urolitijazu. Arapski liječnik Razes koristio je lišće kao specifičan lijek za tikove lica. U srednjem vijeku plodovi lovora koristili su se kod kašlja i kao dobro sredstvo za zacjeljivanje rana. Listovi se koriste u narodnoj medicini u liječenju groznice. Eterično ulje Lovora je dobar dezinficijens i insekticidno sredstvo. U prošlosti se upotrebljavao za sprečavanje širenja kolere, dizenterije i malarije, i to dim od paljenja drva i ulja lovora - kako bi se uklonili komarci i mravi .
Pokusno je dokazano da se lovorovo masno ulje može koristiti u medicinskoj praksi kao osnova za izradu preparata umjesto kakao maslaca. Zdrobljeni plodovi i masno ulje lovora dio su nekih pomasti, na primjer, "mliječne" masti, koja se koristi protiv grinja, ze reumatske bolove, grčeve, neuralgiju .

## Vanjske poveznice
https://pfaf.org/user/plant.aspx?LatinName=Laurus+nobilis
Moćna biljka za koju nikada nebi rekli da vam može pomoći u oslobađanju stresa za manje od 5 minuta  Arhivirana inačica izvorne stranice od 9. listopada 2018. (Wayback Machine)